# Triangulationspfeiler (Wahnsdorf)
Der Triangulationspfeiler (auch Triangulationssäule oder Triangulationsstein) im Ortsteil Wahnsdorf ist ein denkmalgeschützter Vermessungspfeiler innerhalb der sächsischen Stadt Radebeul. Er ist unter der Adresse Altwahnsdorf 12 zu finden, die zum Sitz der Staatlichen Betriebsgesellschaft für Umwelt und Landwirtschaft (BfUL) bzw. der ehemaligen Wetterwarte Wahnsdorf gehört.

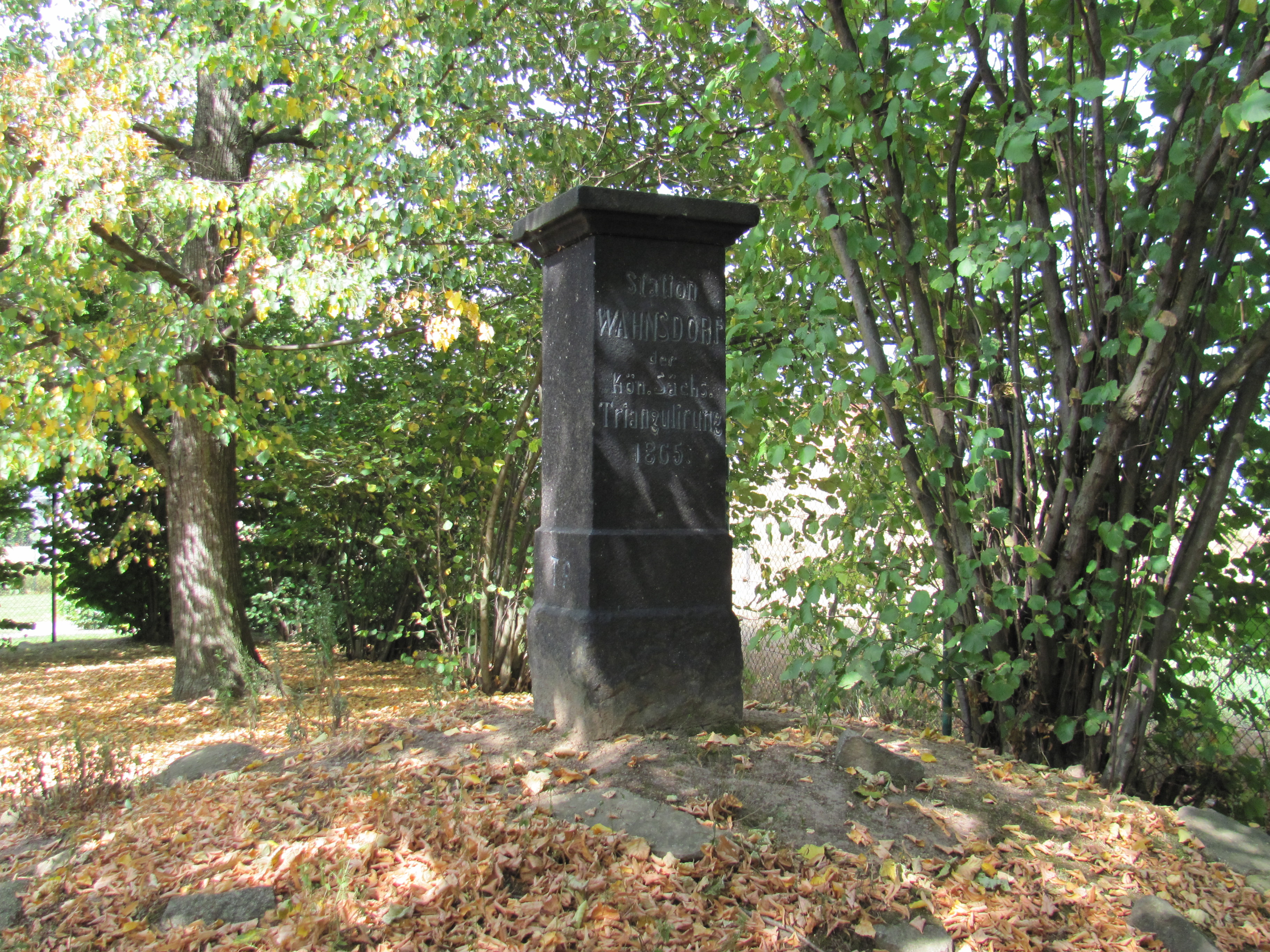
Triangulationspfeiler in Wahnsdorf

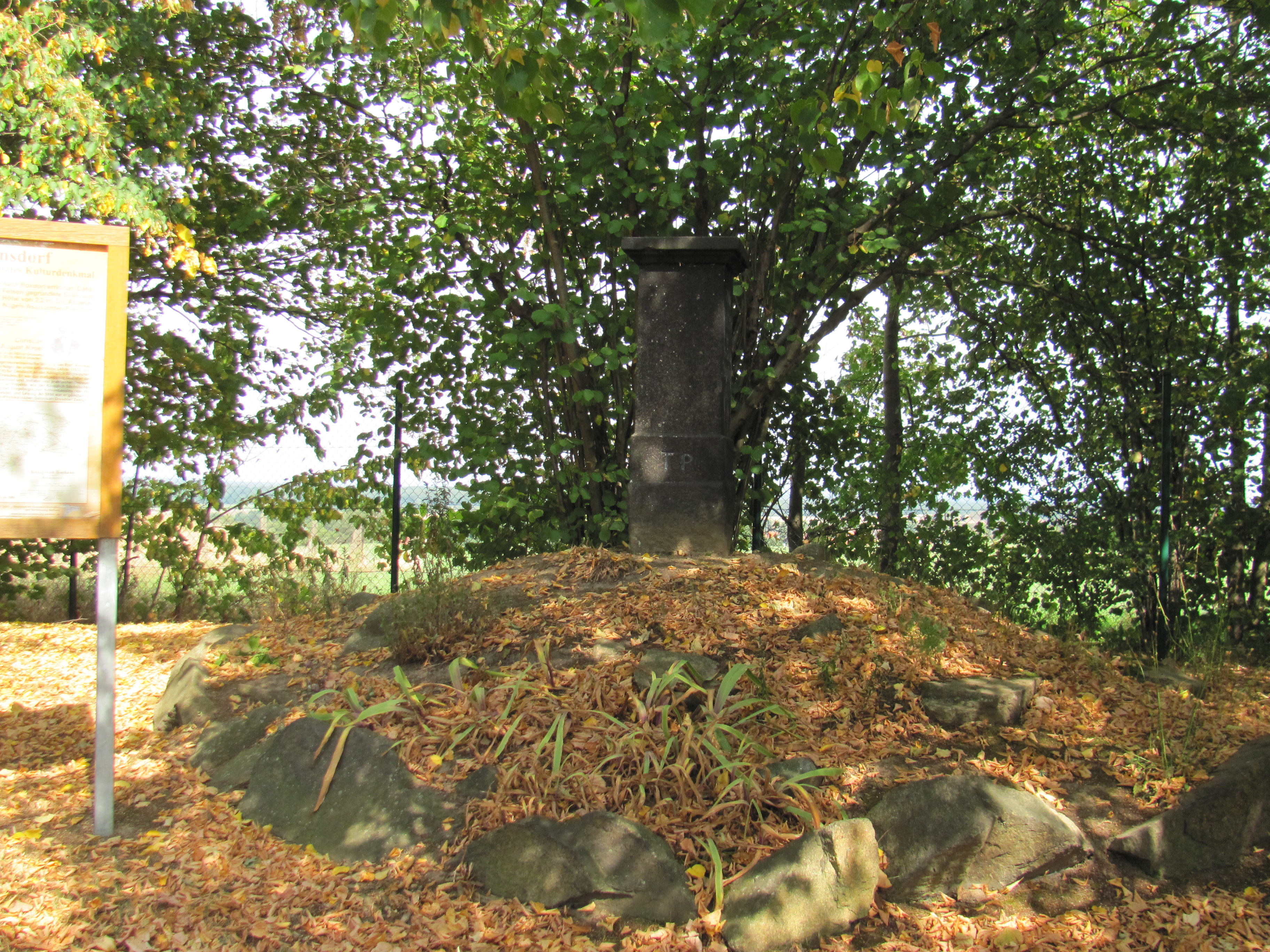
Aus dieser Richtung ist der Hügel zu erkennen

## Beschreibung

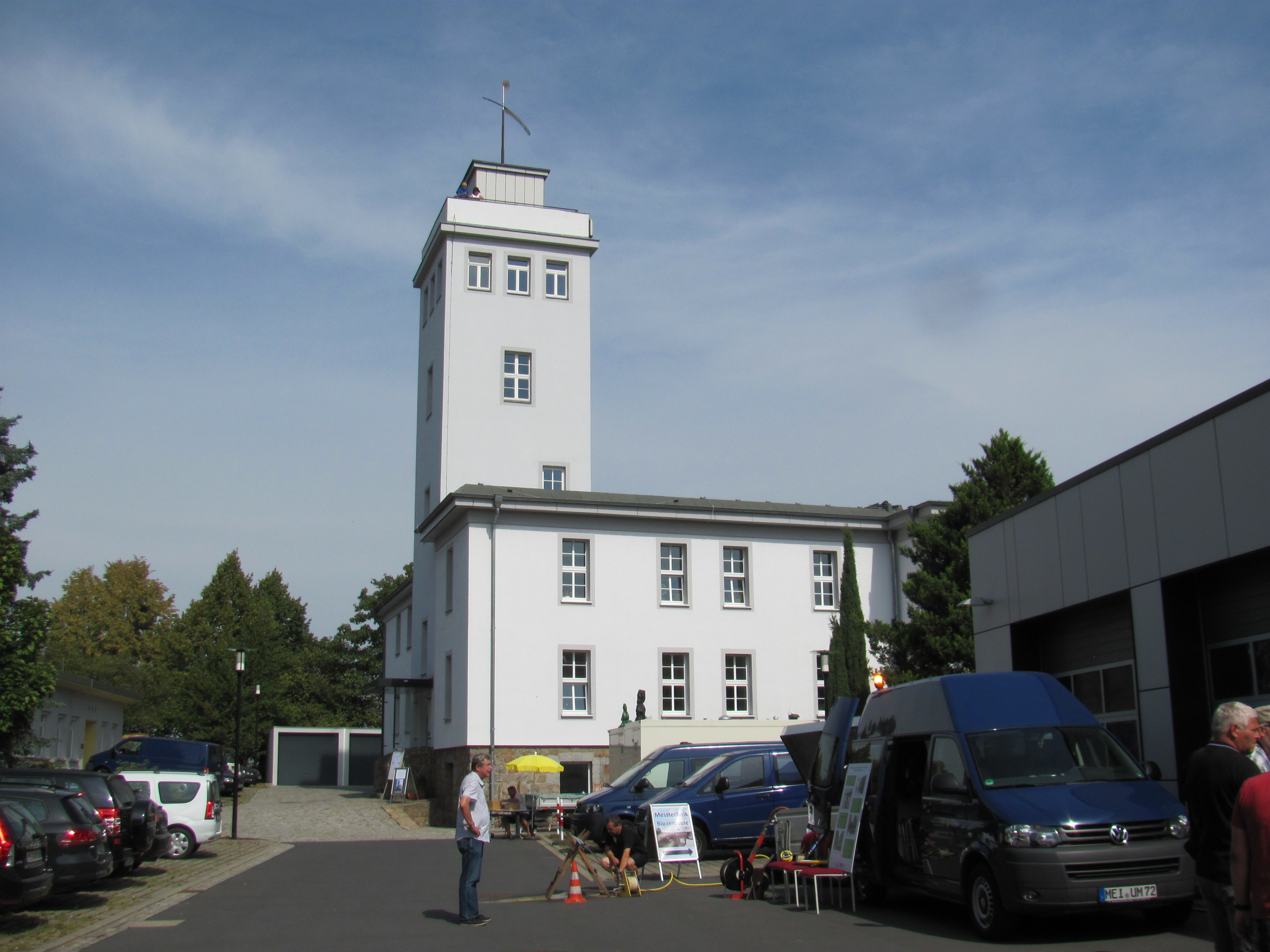
Turmhaus der ehemaligen Wetterwarte Wahnsdorf am Tag der offenen Tür 2016. Hinten links unter den Bäumen steht die Triangulationssäule.

Auf der Wahnsdorfer Kuppe (zeitgenössisch: „Kuppe des Stadthübels am Fusswege nach Boxdorf“) im Gelände der ehemaligen Wetterwarte Wahnsdorf und nahe dem höchsten Punkt der Lößnitz bei 249,4 m ü. NHN steht ein Triangulationspfeiler (auf Höhe 246 m ü. NHN) aus Laußnitzer Granit, der einen der 122 Trigonometrischen Punkte der sächsischen Landvermessung im 19. Jahrhundert definiert. Es handelt sich um die Station 2. Ordnung mit der Stationsnummer 64.
Die Säule wurde im April 1866 von Friedrich Robert Helmert auf einem Stück Land des Wahnsdorfer Gutsbesitzers J. G. Fickler errichtet, die Maßnahme kostete 154 Mark. Das auf Fels aufsitzende Säulenfundament besteht aus zwei Grund- und zwei Oberschichten; zum Schutz des Säulenfußes wurde dieser mit einem Erdkegel umgeben. Die ursprünglich sichtbare Höhe wird mit 2,2 Metern angegeben. Die aufgesetzte Abdeckplatte dient dem Schutz der oberen Messfläche.
Die Inschrift der sogenannten Nagelschen Säule (nach dem sächsischen Professor für Geodäsie August Nagel, dessen Assistent Helmert war) lautet: „Station WAHNSDORF der Kön. Sächs. Triangulirung 1865.“
Durch die Initiative des Heimatvereins Wahnsdorf wurde die Säule 2012 restauriert.
Die Denkmalpflege bewertet: „Dieses Vermessungssystem war eines der modernsten Lagenetze in Deutschland. Die hierfür gesetzten Vermessungssäulen blieben fast vollständig an ihren ursprünglichen Standorten erhalten. Sie sind ein eindrucksvolles Zeugnis der Geschichte der Landesvermessung in Deutschland sowie in Sachsen. Das System der Vermessungssäulen beider Ordnungen ist in seiner Gesamtheit ein Kulturdenkmal von überregionaler Bedeutung“.